# Å (Ibestad)
Pour les articles homonymes, voir Å.
Å est une localité du comté de Troms, en Norvège.

## Géographie
Administrativement, Å fait partie de la kommune d'Ibestad.